# Fukuda Hiroichi
Fukuda Hiroichi (jap. 福田 宏一; * 23. Januar 1914 in Gunma, Landkreis Gunma (heute: Takasaki), Präfektur Gunma; † 18. März 1999) war ein japanischer Politiker der Liberaldemokratischen Partei (LDP) und Abgeordneter im Sangiin, dem Oberhaus, für die Präfektur Gunma.
Fukuda wurde 1980 und erneut 1986 als Kandidat der LDP ins Sangiin gewählt. Dort war er unter anderem parlamentarischer Staatssekretär (seimujikan) im Landwirtschaftsministerium und Vorsitzender des Sonderausschusses für Okinawa und die Nördlichen Territorien. Innerhalb der LDP gehörte er zur Fukuda→Abe-Faktion. 1992 zog er sich aus der Politik zurück.

## Familie
Fukudas Bruder Takeo und sein Neffe Yasuo waren beide Abgeordnete des Shūgiin (Unterhaus) aus Gunma, LDP-Vorsitzende und Premierminister.